# テクノサービス
株式会社テクノ・サービスは、東京都千代田区に本社を構える人材派遣会社。非上場。スタッフサービス・ホールディングスの子会社。また、リクルートホールディングスの孫会社である。

## 概要
- 人材派遣業界製造・物流業最大手。
- 2007年よりリクルートの傘下に入る。
- 日本人材派遣協会会員。
- 2008年7月1日付に組織再編。以下の地域子会社を株式会社テクノサービス関東に統合させ、株式会社テクノ・サービスとなる。
  - 株式会社テクノサービス東北
  - 株式会社テクノサービス東海・信州
  - 株式会社テクノサービス中部
  - 株式会社テクノサービス関西
  - 株式会社テクノサービス中国・四国
  - 株式会社テクノサービス九州
  - 株式会社北京都スタッフサービス

## 運営サイト
- 働くナビ! - 製造・物流派遣求人サイト
  - 働くナビ! モバイル - 携帯電話専用製造・物流派遣求人サイト

## グループ会社
スタッフサービス・ホールディングス
スタッフサービスグループの経営管理、及びそれに付帯する業務
スタッフサービス
人材派遣（オフィスワーク、技術系エンジニア、ITエンジニア、看護・医療・介護）、紹介予定派遣、人事アウトソーシング
スタッフサービス・オフィスマネジメント
スタッフサービスグループのバックヤード業務支援、名刺など印刷物の販売
スタッフサービス・ビジネスサポート
スタッフサービス・フロンティア
上記2社とも、障がい者雇用の特例子会社